# Адамауа (Камерун)
Адамауа (на френски: Adamaoua) е един от 10-те региона на Камерун. Граничи с Централен и Източен регион на юг, Северозападен и Западен регион на югоизток, Нигерия на запад, Централноафриканска република на изток, и Северен регион на север.
Със своите почти 64 000 км², Адамауа е третия по големина регион в Камерун. По-голяма част от населението (1 201 000 души, по изчисления към януари 2015 г.) принадлежи към етническата група фулани.